# Felosa-dos-juncos-africana
Felosa-dos-juncos-africana (Bradypterus baboecala) é uma espécie de ave da família Locustellidae.
Pode ser encontrada nos seguintes países: Angola, Botswana, Burundi, Camarões, Chade, República do Congo, República Democrática do Congo, Etiópia, Quénia, Malawi, Moçambique, Namíbia, Nigéria, Ruanda, África do Sul, Sudão, Swaziland, Tanzânia, Togo, Uganda, Zâmbia e Zimbabwe.
Os seus habitats naturais são: pântanos.